# Spannabzug
Der Spannabzug bezeichnet den Abzugsmechanismus einer Waffe (z. B. Revolver, Pistole), bei dem durch Betätigung des Abzugs zunächst der Hahn spannt und dann auslöst (und damit die Patrone zündet). Bei Revolvern wird zusätzlich die Trommel um eine Kammer weitergedreht.
Eine Waffe mit Spannabzug wird auch Double-Action-Waffe genannt.